# Böhmischer Zirkel
Böhmischer Zirkel ist eine veraltete umgangssprachliche Bezeichnung für Diebstahl.
Die Redensart kam im 19. Jahrhundert in Österreich auf und wanderte von dort nach Norden und Westen. Sie bezeichnet die (uralte) Gebärde des Einsackens: Der rechte Daumen ist der eine Zirkelschenkel; die vier Finger beschreiben einen Kreis.
Bis weit ins 20. Jahrhundert war der böhmische Zirkel Gegenstand vieler Karikaturen der „Böhmen“.